# Società Svizzera degli Ufficiali

Logo della Società Svizzera degli Ufficiali

La Società svizzera degli Ufficiali (SSU) è l'organizzazione mantello delle 24 Società cantonali degli ufficiali e di 15 società d'arma (chiamate sezioni) con 22.000 membri. La SSU ha come obiettivi la percezione e la responsabilità sulla politica militare e gli interessi degli ufficiali nella politica di sicurezza svizzera. Si adopera per formazione di un'arma efficiente allo sviluppo delle conoscenze con organizzazioni e autorità nazionali e internazionali e i loro obiettivi di sicurezza politica. Inoltre la SSU supporta e coordina le sue sezioni, le loro sottosezioni.
L'indipendenza della SSU è importante volendo essere accettata come partner critica e costruttiva. Non riceve sovvenzioni statali, ma si sostiene con contributi e donazioni dei membri.

## Storia e origine
L'origine dell'odierna SSU risale al tempo della rigenerazione: 130 ufficiali di Zurigo, Turgovia e San Gallo fondano a Winterthur la «Società militare della confederazione» il 24 novembre 1833.

## Organizzazione
La Società Svizzera degli Ufficiale consiste in tre organi: l'assemblea dei delegati, il comitato, i revisori dei conti.
L'assemblea dei delegati è l'organo supremo della SSU è tenuta annualmente. All'assemblea appartengono delegati delle società cantonali degli ufficiali e di associazioni d'arma. Tra l'altro l'assemblea ha la competenza di eleggere il presidente della SSU, i membri del comitato e i revisori dei conti.
Dal 2012 il brigadiere Denis Froidevaux presiede la SSU. Il comitato è costituito dal presidente e da almeno dodici membri, delle SU cantonali o d'arma. Può nominare un direttorio per gestire le operazioni quotidiane e qualora si ritenesse necessario, anche di gruppi di lavoro o di commissioni. Il comitato è responsabile degli affari quotidiani e rappresenta l'associazione verso l'esterno. Attualmente sono impegnati con la commissione ASMZ, la commissione internazionale e singoli gruppi di lavorativi.
Come revisori dei conti sono selezionati due ufficiali di sezioni diverse. Controllano la contabilità annuale e riferiscono all'assemblea dei delegati con un rapporto scritto.

## Membri
La SSU è di 39 sezione e 22.000 membri. Loro suddividono per 24 sezioni cantonali e 15 società d'arma. I comitati dei tutti sezioni e della SSU lavorano onorifico.

### Sezioni cantonali
| arme                              | sezioni                                |
| --------------------------------- | -------------------------------------- |
| Kanton Aargau                     | Aargauische OG                         |
| Wappen Appenzell Innerrhoden matt | OG Appenzell                           |
| Wappen Basel-Stadt matt           | OG beider Basel                        |
|                                   | Artillerie-Offiziers-Verein Basel      |
| Kanton Bern                       | OG des Kantons Bern                    |
| Kanton Freiburg                   | Freiburgische OG                       |
| Kanton Genf                       | Société Militaire du Canton de Genève  |
| Kanton Glarus                     | Glarner OG                             |
| Kanton Graubünden                 | Bündner OG                             |
| Kanton Jura                       | Société Jurassienne des officiers      |
| Kanton Luzern                     | Kantonale OG Luzern                    |
| Kanton Neuenburg                  | Société Neuchâteloise des Officiers    |
| Wappen                            | OG Nidwalden                           |
| Wappen                            | OG Obwalden                            |
| Kanton Schaffhausen               | Kantonale OG Schaffhausen              |
| Kanton Schwyz                     | OG des Kantons Schwyz                  |
| Kanton Solothurn                  | OG des Kantons Solothurn               |
| Kanton St. Gallen                 | OG des Kantons St.Gallen               |
| Kanton Thurgau                    | OG des Kantons Thurgau                 |
| Kanton Tessin                     | Società ticinese degli Ufficiali       |
| Wappen Uri matt                   | OG des Kantons Uri                     |
| Kanton Waadt                      | Société Vaudoise des Officiers         |
| Kanton Wallis                     | OG Oberwallis                          |
| Kanton Wallis                     | Société des Officiers du Valais romand |
| Kanton Zug                        | OG Zug                                 |
| Kanton Zürich                     | OG des Kantons Zürich                  |

### Società d'arma
| Logo                                                                    | società                                                              |
| ----------------------------------------------------------------------- | -------------------------------------------------------------------- |
| Logo der Vereinigung der Schweizerischen ABC Spezialisten               | Vereinigung der Schweizerischen ABC Spezialisten                     |
| Logo der Schweizerischen Offiziersgesellschaft der Artillerie           | Schweizerische Offiziersgesellschaft der Artillerie                  |
| Logo der Società Ticinese di Artiglieria                                | Società Ticinese di Artiglieria                                      |
| Logo der Gesellschaft der Offiziere der Luftwaffe                       | AVIA - Gesellschaft der Offiziere der Luftwaffe                      |
| Logo der Kadervereinigung der Spezialkräfte                             | KVSK – Kadervereinigung der Spezialkräfte                            |
| Logo der Offiziersgesellschaft der Panzertruppen                        | OG Panzer - Offiziersgesellschaft der Panzertruppen                  |
| Logo der Schweizerischen Gesellschaft der Offiziere der Logistik        | SOLOG - Schweizerische Gesellschaft der Offiziere der Logistik       |
| Logo der Schweizerischen Gesellschaft der Bereitschaftsoffiziere        | Schweizerische Gesellschaft der Bereitschaftsoffiziere               |
| Logo der Vereinigung Schweizerischer Nachrichtenoffiziere               | VSN - Vereinigung Schweizerischer Nachrichtenoffiziere               |
| Logo der Offiziersgesellschaften der Rettungstruppen                    | Offiziersgesellschaften der Rettungstruppen                          |
| Logo der Schweizerischen Gesellschaft der Offiziere der Sanitätstruppen | SGOS - Schweizerische Gesellschaft der Offiziere der Sanitätstruppen |
| Logo der Schweizerischen Veterinär-Offiziersgesellschaft                | SVOG - Schweizerische Veterinär-Offiziersgesellschaft                |
| Logo der Schweizerischen Offiziersgesellschaft Führungsunterstützung    | SOG FU - Schweizerische Offiziersgesellschaft Führungsunterstützung  |

## Impegno politico
La SSU abbraccia il servizio militare obbligatorio, il sviluppo dell'esercito e la sostituzione Tiger.

## Reviste militare
La Allgemeine Schweizerische Militärzeitschrift (AMSZ) è la rivista più importante è l'organo ufficiale della SSU con un'edizione di 19 356 copie. La rivista mensile è inviata a tutti i membri di lingua tedesca e alle società membri della Schweizerischen Kriegstechnischen Gesellschaft.
Dal 1834 la rivista appare regolarmente prendendo posizione su eventi e avvenimenti militari, di difesa o di sicurezza politica, interna ed estera. Approfondisce la conoscenza sull'arma e la cooperazione sulla sicurezza nazionale e internazionale trasmettendo approfondimenti atti al lavoro pratico per le truppe. La rivista informa sulle azioni della SSU e le sue sezioni.
La Revue Militaire Suisse (RMS) è l'organo di pubblicazione ufficiale della SSU nei cantoni di lingua francese e nel cantone di Berna. La prima edizione è stata pubblicata nel 1856. La rivista dei quadri è pubblicata della «Association de la Revue militaire suisse». L'intendimento della RMS è l'estrazione dello scambio d'informazioni su problemi militari e la cultura generale degli ufficiali.
La Associazione Rivista Militare della Svizzera Italiana (ARMSI) ha ripreso successivamente il ruolo di editore della Rivista Militare della Svizzera Italiana (RMSI).
Essa si prefigge - oltre a garantirne la continuità e la distribuzione ai soci della Società Ticinese degli Ufficiali, alle associazioni militari interessate, a enti e istituzioni e a singoli abbonati in tutta la Svizzera e all'estero - la promozione concreta dello spirito di milizia, l'informazione e la politica di sicurezza del nostro paese.
L'associazione organizza pure eventi e attività culturali, didattiche e sociali legati agli argomenti della Rivista Militare della Svizzera Italiana, alla storia militare svizzera e ad ogni altro scopo ad essi strettamente connessi.